# 奥斯卡·克罗伊策
奥斯卡·克罗伊策（德語：Oscar Kreuzer，1887年6月14日—1968年5月3日），德国男子网球运动员。他曾代表德国参加1908年和1912年夏季奥林匹克运动会网球比赛，其中1912年奥运会获得一枚铜牌。